# Gerlinde Haid
Gerlinde Haid (geborene Hofer; * 19. April 1943 in Bad Aussee; † 29. November 2012 in Innsbruck) war eine österreichische Volksmusikforscherin.

## Leben
Haid besuchte die Volksschule in Bad Aussee sowie das Bundesrealgymnasium Schloss Traunsee und maturierte 1961. Anschließend studierte sie Musikerziehung und Germanistik an der Universität Wien. 1965 legte sie die Lehramtsprüfung ab und erwarb den Titel  Magistra der Philosophie. Von 1966 bis 1976 war sie wissenschaftliche Hilfskraft beziehungsweise Assistentin am Institut für Volksmusikforschung an der Hochschule für Musik und darstellende Kunst in Wien. Daneben absolvierte sie ein Studium der Volkskunde sowie Musikwissenschaft an der Universität Wien und wurde 1976 zur Doktorin der Philosophie promoviert.
Von 1975 bis 1989 war sie Generalsekretärin des Österreichischen Volksliedwerkes und anschließend Hochschulassistentin am Institut für Musikalische Volkskunde der Hochschule für Musik und darstellende Kunst „Mozarteum“, Expositur Innsbruck. Von 1994 bis zur Emeritierung im Jahr 2011 war sie ordentliche Professorin für Geschichte und Theorie der Volksmusik an der Hochschule (ab 1998 Universität) für Musik und darstellende Kunst in Wien. Ihr Hauptforschungsgebiet war Volksmusik der Alpen.
Haid war Herausgeberin der Reihe „Schriften zur Volksmusik“, die Walter Deutsch 1970 begründete und die zu den fundiertesten Publikationen des Faches in Österreich gehören. Sie verfasste auch zahlreiche Artikel zum musikalischen Brauchtum und zu Volkstänzen für das Oesterreichische Musiklexikon.
Haid war mit dem Tiroler Volkskundler und Mundartdichter Hans Haid verheiratet.

## Ehrungen
2003 wurde ihr vom Bundespräsidenten das Ehrenkreuz für Wissenschaft und Kunst I. Klasse überreicht. Im Jahr 2010 erhielt sie den Walter Deutsch-Staatspreis, der vom Bundesministerium für Wissenschaft und Forschung alle zwei Jahre in Anerkennung besonderer Leistungen auf dem Gebiet der Volksmusikforschung verliehen wird.

## Schriften
- mit Hartmann Goertz: Die schönsten Lieder Österreichs. Verlag Carl Ueberreuter, Wien/Heidelberg 1979, ISBN 3-8000-3153-1.
- Tanzbeschreibungen, Tanzforschung. Gesammelte Volkstanzstudien. Mit Ilka Peter, Karl Horak, Gerald Riedler. Österreichisches Volksliedwerk / Österreichischer Bundesverlag, Wien 1983.